# 1906 في فرنسا

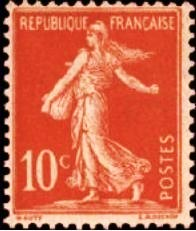
صورة نقش الزراع و هي تعود لعام 1906

فيما يلي قوائم الأحداث التي وقعت خلال عام 1906 في فرنسا.

## سياسة

### تعيين في المنصب
- 18 فبراير – أرمان فاليير رئيس فرنسا.
- 1 يونيو – ألبير فرانسوا لوبران نائب فرنسي.
- 1 يونيو – موريس فيوليت نائب فرنسي.

### انتهاء فترة المنصب
- 18 فبراير – إيميل لوبيه رئيس فرنسا.
- 31 مايو – ألبير فرانسوا لوبران نائب فرنسي.
- 31 مايو – موريس فيوليت نائب فرنسي.

## رياضة
- 1 يناير – جائزة فرنسا الكبرى 1906 الفائز Ferenc Szisz [الإنجليزية]‏.
- 15 أبريل – سباق باريس روبيه 1906 الفائزون هنري كورنيه، رينيه بوتيه، Marcel Cadolle [الإنجليزية]‏.

## ظهور
- 1 يناير – البحث عن الزمن المفقود

## مواليد

### يناير
- 6 يناير – جان بلانزات كاتب فرنسي.

### مارس
- 18 مارس – بول راسنييه
- 19 مارس – فليكس ترومب مهندس فرنسي.

### أبريل
- 29 أبريل – بيير مولن كاتب فرنسي.

### يونيو
- 29 يونيو – هاينز هارمل عسكري ألماني.

### يوليو
- 2 يوليو – هانز بيته
- 30 يوليو – أليكس ثيبو لاعب كرة قدم فرنسي.

### أغسطس
- 5 أغسطس – آن أميرة أورليان

### سبتمبر
- 6 سبتمبر – لويس لولوار
- 11 سبتمبر – إيتيان فاجون سياسي فرنسي.
- 15 سبتمبر – جاك بيكر
- 25 سبتمبر – لوسيان هوبير ممثل فرنسي.

### نوفمبر
- 11 نوفمبر – أوغوستين تشانتريل لاعب كرة قدم فرنسي.
- 18 نوفمبر – هنري زيغلر

### ديسمبر
- 1 ديسمبر – جون كارتن ملحن فرنسي.
- 30 ديسمبر – جان لورينت لاعب كرة قدم فرنسي.

## وفيات

### أبريل
- 19 أبريل – بيار كوري (مواليد 1859) عالم فيزياء.

### يونيو
- 14 يونيو – جورج رايت (مواليد 1839) عالم فلك فرنسي.
- 29 يونيو – ألبير سورل (مواليد 1842) مؤرخ فرنسي.
- 30 يونيو – جان لورين (مواليد 1855)

### أغسطس
- 1 أغسطس – آنا فيكرز (مواليد 1852) عالمة طحالب من المملكة المتحدة.

### أكتوبر
- 22 أكتوبر – بول سيزان (مواليد 1839) رسام فرنسي.